# Vorwerk Syke

Gebäudeensemble des Vorwerks Syke mit dem Kutscherhaus im Vordergrund

Das Vorwerk Syke ist ein historisches Gebäudeensemble aus dem 18. Jahrhundert am Rande des Friedeholzes in der niedersächsischen Stadt Syke.

## Beschreibung

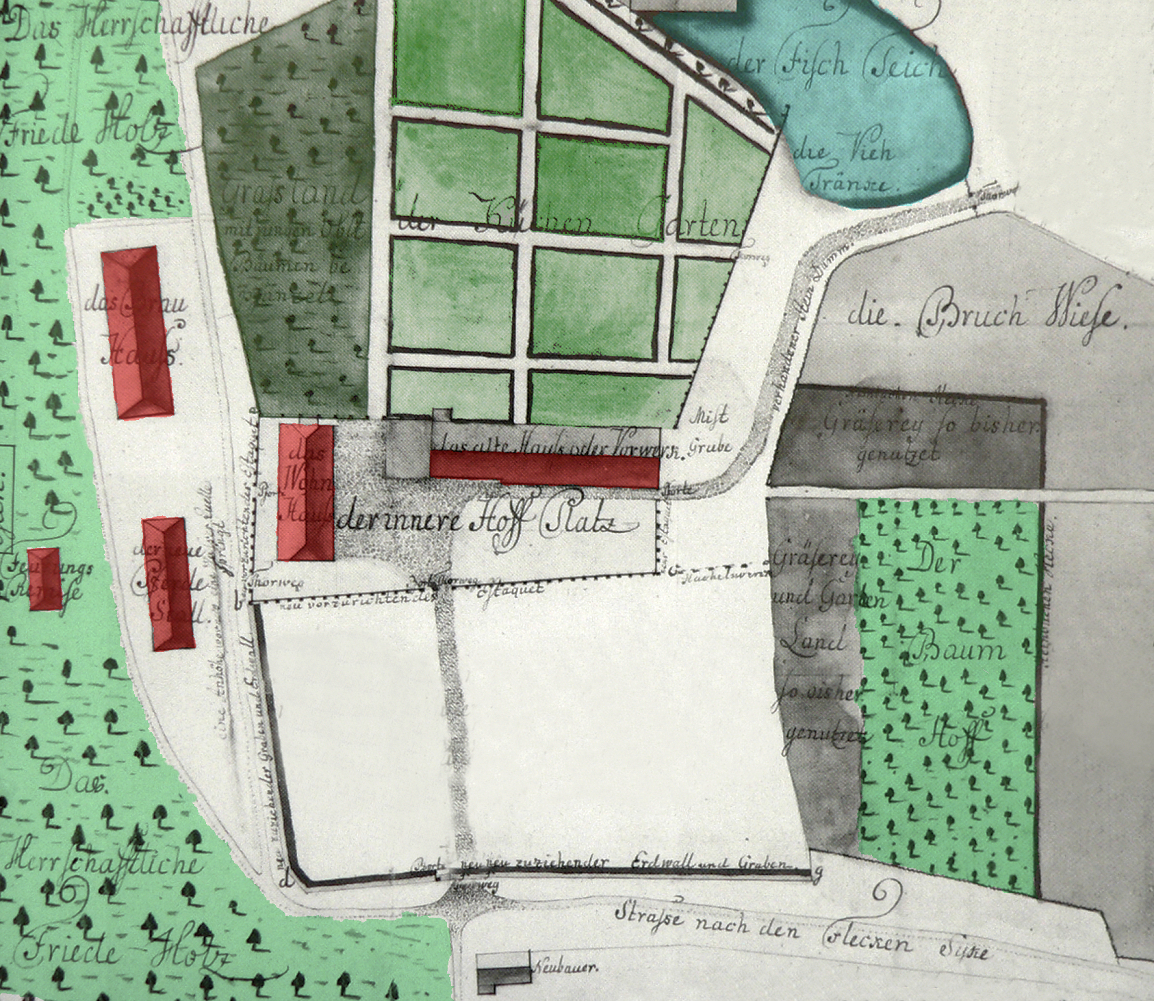
Das Vorwerk nach dem Abriss mehrerer Gebäude, oben Küchengarten und Fischteich, 1792

Das Vorwerk ging aus einer herrschaftlichen Schäferei am Friedeholz hervor. 1580 wurde es für landwirtschaftliche Aktivitäten eingerichtet. Anfang des 18. Jahrhunderts entstanden auf dem Gelände des Vorwerks mehrere neue Gebäude, um es als zentralen Wirtschaftshof zu betreiben. Grund war, dass die Räumlichkeiten des Amtshofs in Syke auf dem Areal der ehemaligen Burg Syke nicht mehr ausreichten.
Das Amtshaus des Vorwerks wurde 1729 fertiggestellt und ab 1730 von den Amtmännern des Amtes Syke bewohnt. Das Vorwerksgebäude und das Brauhaus von 1736 sind auf einem Lageplan von 1764 abgebildet, als 11 Gebäude zum Vorwerk gehörten. 1783 kam ein Kutscherhaus als Pferdestall Am Amtmannsteich hinzu. Um 1790 wurden fünf Wirtschaftsgebäude abgerissen. Das Brauhaus wurde um  1800 zum Forsthaus, das 1999 die Forstverwaltung im Landkreis Diepholz übernahm. Das Amtshaus, das auch als Beamtenwohnhaus bezeichnet wurde, ist in jüngerer Zeit bis zum Jahr 2002 vom jeweiligen Landrat und Oberkreisdirektor des Landkreises Grafschaft Hoya und später des Landkreises Diepholz bewohnt worden.
Der heutige Gebäudekomplex umfasst das Amtshaus, das Kutscherhaus und das Brauhaus, das von einer Freien Schule genutzt wird. Zum Gebäudebestand gehört ein etwa zwei Hektar großer Garten. Er besteht aus einem früheren herrschaftlichen Park mit Baumbestand sowie einer Wiese. In beiden Gartenbereichen befindet sich ein Skulpturengarten, in dem temporär und dauerhaft Skulpturen sowie Plastiken ausgestellt sind.

## Kunst- und Kulturstätte

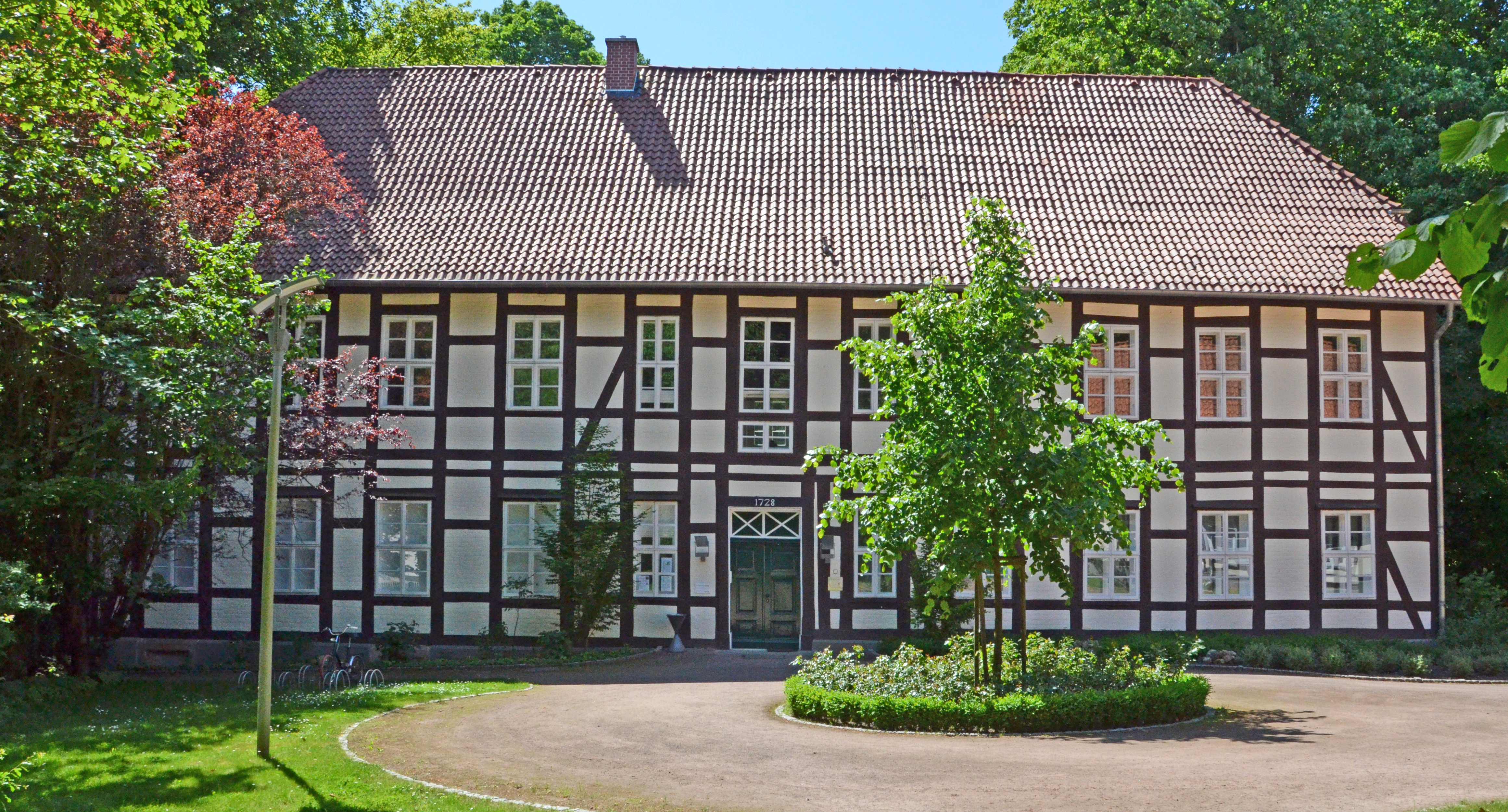
Amtshaus Syke mit der Kunst- und Kulturstätte

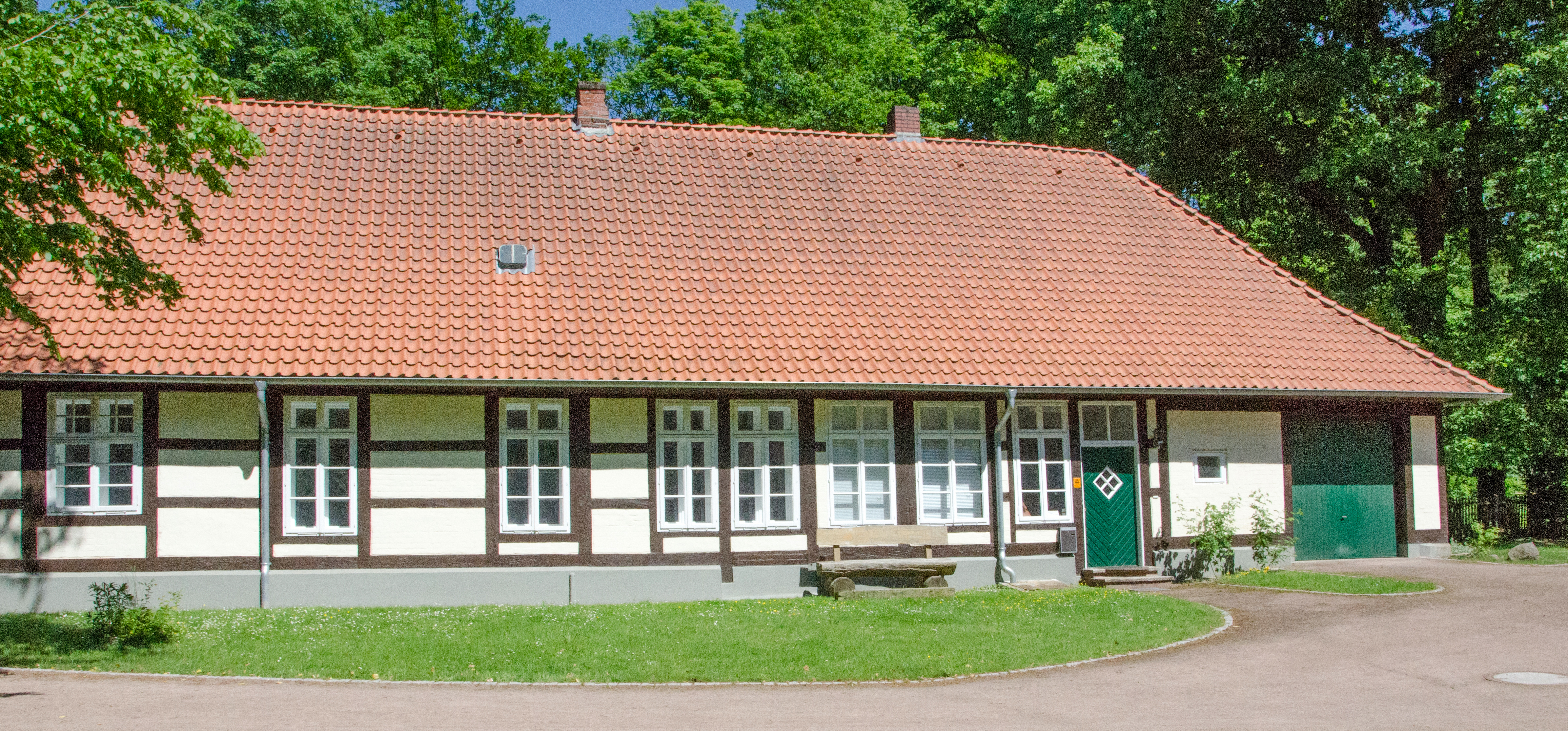
Pferdestall Am Amtmannsteich

Das unter Denkmalschutz stehende Amtshaus Syke übernahm 2002 die Gemeinnützige Stiftung Kreissparkasse Syke und sanierte es. 2007 wurde das Gebäude als Syker Vorwerk – Zentrum für zeitgenössische Kunst eröffnet. Die Ausstellungsfläche umfasst 400 m² auf zwei Etagen. Im Wechsel von thematischen Gruppenausstellungen und Einzelausstellungen werden Werke von zeitgenössischen Künstlern aus dem In- und Ausland sowie aus der Region gezeigt. In der Sammlung des Hauses befinden sich Arbeiten des Syker Bildhauers Louis Niebuhr und seiner Frau Beate Zitzlaff sowie 64 Werke des Diepholzer und Düsseldorfer Künstlers Hans-Albert Walter. Beide Künstler sind Träger des Kulturpreises des Landkreises Diepholz.